# Olkhovaïa (métro de Moscou)
Olkhovaïa (russe : Ольховая) est une station de la Ligne Sokolnitcheskaïa du métro de Moscou, au Russie.